# Loncopan Airport
Loncopan Airport är en flygplats i Chile.   Den ligger i provinsen Provincia del Ranco och regionen Región de Los Ríos, i den södra delen av landet, 800 km söder om huvudstaden Santiago de Chile. Loncopan Airport ligger 268 meter över havet.
Terrängen runt Loncopan Airport är platt åt sydväst, men åt nordost är den kuperad. Runt Loncopan Airport är det glesbefolkat, med 19 invånare per kvadratkilometer.. Närmaste större samhälle är Santa Rosa, 12,5 km söder om Loncopan Airport.
I omgivningarna runt Loncopan Airport växer i huvudsak blandskog.